# Unternehmen Donnerschlag (Film)
Unternehmen Donnerschlag (Originaltitel: Gung Ho!) ist ein US-amerikanischer Kriegsfilm des Regisseurs Ray Enright aus dem Jahr 1943. Der Film basiert auf der gleichnamigen Erzählung von Lieutenant W. S. LeFrancois vom US Marine Corps. Die Erstaufführung in Deutschland fand am 20. Juni 1958 statt.

## Handlung
Für eine gefährliche Mission während des Pazifikkrieges sucht das US Marine Corps unter der Leitung von Lieutenant Cristoforos Freiwillige, die einer Spezialeinheit zugeteilt werden sollen. Um die erforderliche Guerillataktik zu lernen, hat der Kommandant der Einheit, Lieutenant Colonel Thorwald, bereits auf Seiten der Chinesen gegen die Japaner gekämpft. Nun will er eine Einheit formieren, die das chinesische „Gung Ho“, Teamgeist und Zusammenarbeit, verinnerlicht.
Unter den Freiwilligen befinden sich viele unterschiedliche Charaktere: Tedrow, ein Hinterwäldler, der keinen Skrupel hat, jemanden zu töten; Harbison, der geheim halten will, dass er ein geweihter Priester ist; der Berufsboxer Matthews, der versucht, seiner Armut zu entkommen; Richter und O’Ryan, die sich in die Navy-Krankenschwester Kathleen verliebt haben; Montana, ein ehemaliger Straßenjunge; ein Filipino, der seine von den Japanern vergewaltigte und ermordete Schwester rächen will; sowie einen Veteranen des Spanischen Bürgerkrieges, der den Krieg als Fortsetzung des Kampfes gegen den Faschismus sieht.
Die Freiwilligen unterziehen sich einem harten Training, bei dem einige ausfallen. Die anderen werden für ein spezielles Training im Dschungelkampf nach Hawaii verschifft. Dort sehen sie die Zerstörungen durch den japanischen Angriff auf Pearl Harbor. Später wird im Radio die Schlacht um Guadalcanal angekündigt. Mit zwei U-Booten werden die Männer für ein Kommando-Unternehmen zu einer von Japanern gehaltenen Insel verschifft.
Mit Schlauchbooten landen die Amerikaner auf der Insel, wobei sie von japanischen Scharfschützen in den Palmen unter Feuer genommen werden. Die Schützen werden getötet, das japanische Hauptquartier angegriffen, die Besatzung und das Material vernichtet. Mit den U-Booten werden die Männer wieder zurückgebracht.

## Kritiken
„Während des Zweiten Weltkriegs zur Stärkung des Verteidigungswillens gedreht, verrät der auch von amerikanischen Kritikern als chauvinistisch empfundene Kriegsreißer selbst in der gemilderten deutschen Synchronfassung noch Haß und Unversöhnlichkeit gegenüber den ehemaligen Gegnern.“

## Hintergrund
- Zum Zeitpunkt der Dreharbeiten befand sich die USA mit Japan im Krieg. Die Japaner wurden von Filipinos und Chinesen dargestellt.
- Die Trainingsszenen sind echte Filmaufnahmen, die von Chet Huntley gedreht wurden.
- In Filmkreisen bekannte Mitarbeiter: Kameramann Krasner (Oscar 1955), Art-Director Alexander Golitzen (Oscars 1944, 1961, 1963), dessen Kollege John B. Goodman (Oscar 1944), Set-Decorator Russell A. Gausman (Oscars 1944, 1961), Ton-Ingenieur Bernard B. Brown (Oscar 1940, dazu ein Spezial-Oscar 1945) und Spezial-Effekt-Techniker John P. Fulton (Oscars 1946, 1956, 1957).
- Als militärische und technische Berater fungierten Lieutenant Colonel Evans F. Carlson, Lieutenant W. S. Francois und Gunnery Sergeant Victor Maghakian, alle vom US Marine Corps.